# B-口糧

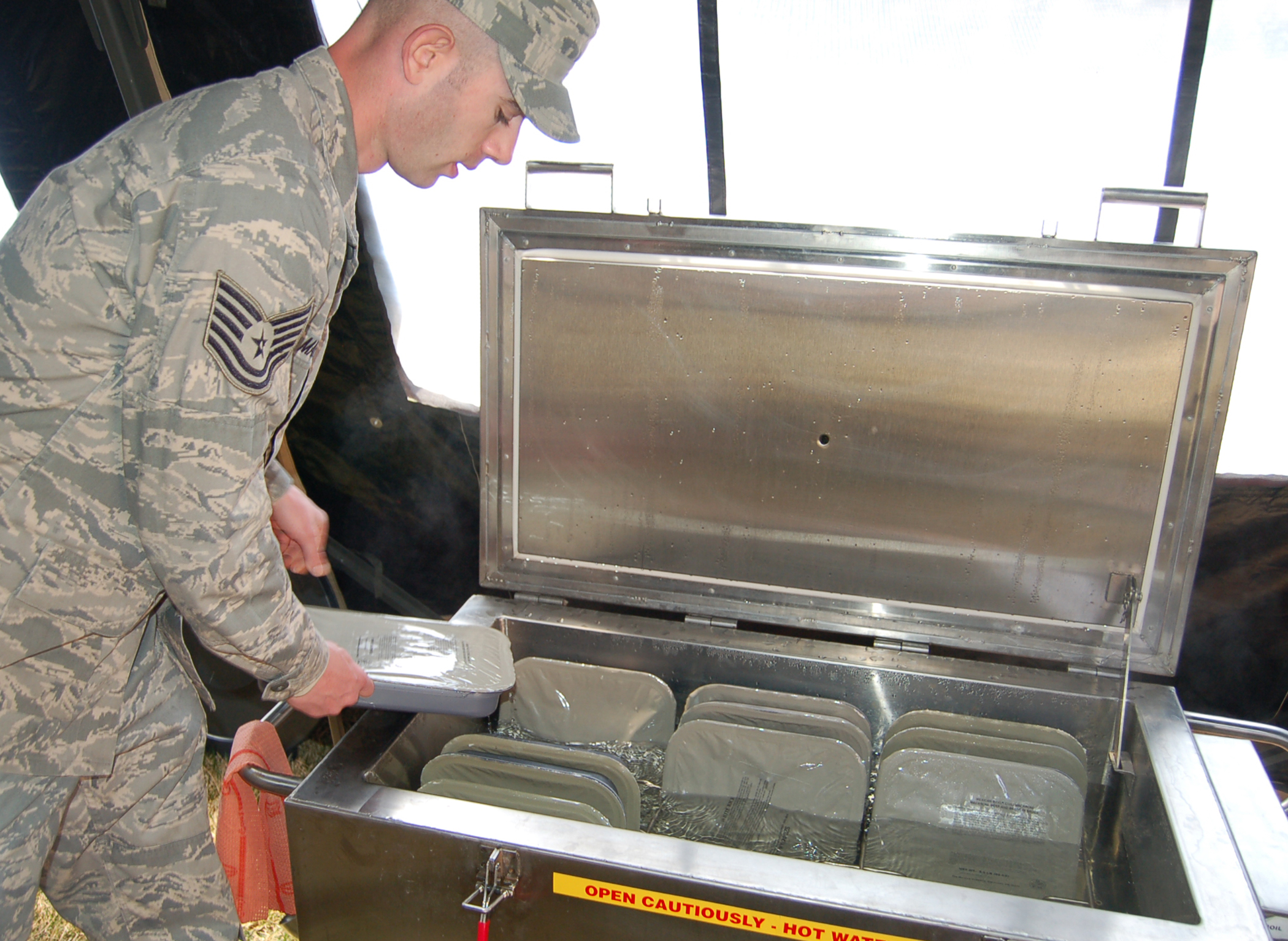
正在取用B口粮的美军士兵

B-口粮（英語：B ration），是一种美军口粮。相比主要以相对容易腐坏食品组成的A-口粮，美军的B-口粮由罐头食品等可以在非冷冻条件下长期保存的配料组成，一部分B口粮可经野战厨房烹调后食用。
虽然历史上的B-口粮需要受过训练的人员烹调后才能食用，然而现代的美军B-口粮通常都预先包成小份、而且一般只需要简单处理（例如使用浸入式加热器或自热模块加热）就能食用。